# Nagybáród község
Nagybáród község (románul: Comuna Borod) község Bihar megyében, Romániában. Központja Nagybáród, beosztott falvai Báródsomos, Cséklye, Felsőpatak, Kisbáród, Sárán.

## Népessége
A 2011-es népszámlálás adatai alapján a község népessége 3843 fő volt.